# Андрес Мартінес Труеба
Андрес Мартінес Труеба (ісп. Andrés Martínez Trueba 11 лютого 1884 — 19 січня 1959) — уругвайський політик, президент Уругваю.

## Життєпис
Народився в 1884 в місті Флорида, його батьками були Андрес Мартінес Дельгадо і Нарсіс Труеба Ґаінса. Після закінчення школи вступив до університету, де вивчав фармацевтику.
У 1922 і 1925 обирався депутатом парламенту, в 1926 став сенатором. Після того, як в 1933 президент Габріель Терра здійснив переворот, провів кілька місяців в ув'язненні на острові Флорес.
У 1942 президент Альфредо Бальдомір зробив «добрий переворот», і Андрес Мартінес увійшов до складу Державної ради, де взяв участь у створенні нової Конституції. 
У 1947 — 1948 був мером Монтевідео, в 1948 — 1950 очолював Банк Східної Республіки Уругвай.
На президентських виборах 1950 року висувався від утвореного прихильниками Луїса Батльє Берреса «списку 15». Після перемоги на виборах провів конституційну реформу, відповідно до якої в 1952 був скасований пост президента, а країною почала керувати Національна Рада Уряду з 9 осіб (6 осіб від правлячої партії і 3 людини від іншої за чисельністю партії парламенту). Залишок свого президентського терміну (1951 — 1955) він, як голова політичної фракції, що перемогла на виборах, провів у якості голови Національної Ради Уряду.